# Aun Szaukat al-Chasawina
Aun Szaukat al-Chasawina (arab. ‏عون شوكت الخصاونة‎, ur. 22 lutego 1950 w Ammanie) – jordański polityk, prawnik i dyplomata, minister spraw zagranicznych w latach 1980–1985, sędzia Międzynarodowego Trybunału Sprawiedliwości w latach 2000–2011, premier Jordanii od 24 października 2011 do 2 maja 2012.

## Życiorys
Aun Szaukat al-Chasawina urodził się w 1950 w Ammanie, gdzie uczęszczał do szkoły podstawowej i średniej Islamic Educational College of Amman. Następnie ukończył prawo i historię w Queens’ College na Uniwersytecie Cambridge w Wielkiej Brytanii.
W 1975 rozpoczął pracę w jordańskich służbach dyplomatycznych, początkowo jako drugi sekretarz, a następnie pierwszy sekretarz Stałego Przedstawicielstwa Jordanii przy ONZ w Nowym Jorku (1976-1980). Od 1980 do 1985 zajmował stanowisko ministra spraw zagranicznych Jordanii, będąc odpowiedzialnym za sprawy związane z organizacjami międzynarodowymi oraz prawem międzynarodowym. Od 1985 do 1990 stał na czele Departamentu Prawnego w Ministerstwie Spraw Zagranicznym. W 1990 został członkiem Sądu Królewskiego, a dwa lata później objął placówkę dyplomatyczną w randze ambasadora.
W 1995 został mianowany doradcą królewskim oraz doradcą ds. prawa międzynarodowego w randze ministra. W latach 1996–1998 przewodniczył Królewskiemu Sądowi Haszymidzkiemu. W latach 1994–1996 wchodził w skład Jordańskiej Komisji Królewskiej ds. Reformy Prawnej i Administracyjnej, a w latach 1998–2006 w skład Jordańskiej Grupy Narodowej ds. Implementacji Międzynarodowego Prawa Humanitarnego.
W czasie swojej pracy dyplomatycznej reprezentował Jordanię podczas 19 sesji Zgromadzenia Ogólnego ONZ, a także na spotkaniach i konferencjach Ligi Państw Arabskich, Ruchu państw niezaangażowanych oraz Organizacji Współpracy Islamskiej. Reprezentował kraj również podczas wielu konferencji na temat prawa międzynarodowego. W latach 1982–1989 był członkiem Arabskiej Komisji Prawa Międzynarodowego. Od 1984 do 1993 wchodził w skład Podkomisji ONZ ds. Zapobiegania Dyskryminacji i Ochrony Mniejszości. Od 1986 do 1999 był członkiem Komisji Prawa Międzynarodowego.
W 1999 został sędzią Stałego Trybunału Arbitrażowego. W latach 2008–2009 uczestniczył w postępowaniu arbitrażowym w sprawie spornego terytorium Abyei pomiędzy rządem Sudanu a Ludowym Ruchem Wyzwolenia Sudanu. 6 lutego 2000 został sędzią Międzynarodowego Trybunału Sprawiedliwości. W 2008 uzyskał reelekcję na stanowisku. Od 6 lutego 2006 do 5 lutego 2007 pełnił funkcję wiceprzewodniczącego MTS.
Wykładał na uniwersytetach w Jordanii, a także Uniwersytecie Cambridge, University of Oxford, University of London oraz na Uniwersytecie Genewskim. Jest autorem publikacji w dziedzinie prawa międzynarodowego. Został odznaczony jordańskimi orderami: Al-Istiqlal Order (1993), Al-Kawkab Order (1996), Al-Nahda Order (1996) oraz francuską Legią Honorową (1997).
17 października 2011 król Abd Allah II mianował go na stanowisko premiera Jordanii. Tego samego dnia dymisję złożył premier Maruf al-Bachit, którego rząd był oskarżany o nieradzenie sobie z wprowadzaniem zmian w kraju po protestach społecznych z 2011. Pracę rządu al-Bachita w sygnowanym liście oprotestowało 70 deputowanych do parlamentu. Al-Chasawina zapowiedział wprowadzenie reform politycznych i zmian w prawie, a także współpracę z różnymi siłami politycznymi, w tym z opozycją. Nowy rząd został zaprzysiężony 24 października 2011. Znalazło się w nim 30 osób, zarówno polityków plemiennych, jak również technokratów. Król Abd Allah II za jeden z celów działań rządu uznał przeprowadzenie reformy prawa wyborczego, a następnie organizację nowych wyborów do parlamentu w 2012.
26 kwietnia 2012, po półrocznym urzędowaniu, premier al-Chasawina podał się do dymisji. Powodem jego rezygnacji był spór wokół propozycji przygotowywanej przez rząd reformy prawa wyborczego, która wywołała sprzeciw zarówno ze strony opozycji, jak również większości parlamentarnej. 2 maja 2012 na czele nowego rządu stanął Fajiz at-Tarawina.